# Унцешть (Молдова)
Унцешть (рум. Unțești) — село в Унгенському районі Молдови. Утворює окрему комуну.

## Населення
За даними перепису населення 2004 року у селі проживали 1784 особи.
Національний склад населення села:
| Національність       | Кількість осіб | Відсоток   |
| -------------------- | -------------- | ---------- |
| молдавани румуни     | 1749 1         | 98,0% 0,1% |
| українці             | 16             | 0,9%       |
| росіяни              | 8              | 0,4%       |
| болгари              | 1              | 0,1%       |
| інша / без відповіді | 9              | 0,5%       |
| Всього               | 1784           | 100%       |